# Vitèl·lia
Vitèl·lia (en llatí: Vitellia en grec antic: Βιτελλία) va ser una antiga ciutat del Latium, en territori dels eques. No se sap del cert si era una ciutat dels eques o dels llatins, ja que tot i estar en territori dels eques, Dionís d'Halicarnàs l'esmenta a la llista de ciutats de la Lliga Llatina.
És esmentada per primer cop per Titus Livi quan narra la campanya de Coriolà, que suposadament va ocupar la ciutat al mateix temps que Corbió, Labicum i Pèdum. No se la torna a mencionar fins a l'any 393 aC quan va tornar a caure en mans dels eques, que van sorprendre els romans amb un atac nocturn, segons Titus Livi, que també diu que era una colònia romana en aquell territori. No se sap quan la van recuperar els romans. Suetoni esmenta una tradició que diu que se li va encarregar la seva defensa a la família dels Vitellii, però probablement no és res més que una llegenda. Aquesta ciutat i d'altres de la rodalia, com Tolerium o Bola, van desaparèixer al segle iii aC durant la guerra amb els gals, i ja només la torna a esmentar Plini el Vell com una de les ciutats del Latium que ja no existien al seu temps. El seu emplaçament no es coneix però alguns pensen que podria ser l'actual Valmontone, i altres pensen també que Tolerium podria ser la mateixa ciutat.